# Uniola
Uniola és un gènere de plantes de la subfamília de les cloridòidies, família de les poàcies, ordre de les poals, subclasse de les commelínides, classe de les liliòpsides, divisió dels magnoliofitins.

## Taxonomia
- Uniola condensata Hitchc.
- Uniola longifolia Scribn.
- Uniola multiflora Nutt.
- Uniola palmeri Vasey
- Uniola spicata Llanos
- Uniola stricta Torr.